# Olympische Sommerspiele 2004/Teilnehmer (Kuba)
| Gelbes Symbol für Goldmedaillen mit stilisierten Olympischen Ringen | Graues Symbol für Silbermedaillen mit stilisierten Olympischen Ringen | Braundes Symbol für Bronzemedaillen mit stilisierten Olympischen Ringen |
| ------------------------------------------------------------------- | --------------------------------------------------------------------- | ----------------------------------------------------------------------- |
| 9                                                                   | 7                                                                     | 11                                                                      |

Kuba nahm an den Olympischen Sommerspielen 2004 in Athen, Griechenland, mit einer Delegation von 156 Sportlern (97 Männer und 59 Frauen) teil.

## Medaillengewinner
Mit neun gewonnenen Gold-, sieben Silber- und elf Bronzemedaillen belegte das kubanische Team Platz 11 im Medaillenspiegel.

### Gold
| Name/n | Sportart       | Wettkampf              |
| --- | -------------- | ---------------------- |
| Danny Betancourt, Luis Borroto, Frederich Cepeda, Yorelvis Charles, Michel Enríquez, Norberto González, Yulieski Gourriel, Pedro Luis Lazo, Roger Machado, Jonder Martínez, Danny Miranda, Frank Montieth, Vicyohandri Odelín, Adiel Palma, Eduardo Paret, Ariel Pestano, Alexei Ramírez, Eriel Sánchez, Antonio Scull, Carlos Tabares, Yoandri Urgelles, Osmani Urrutia, Manuel Vega & Norge Luis Vera | Baseball       | Herren-Turnier         |
| Yan Barthelemí | Boxen          | Halbschwergewicht      |
| Yuriorkis Gamboa | Boxen          | Fliegengewicht         |
| Guillermo Rigondeaux | Boxen          | Bantamgewicht          |
| Mario Kindelán | Boxen          | Leichtgewicht          |
| Odlanier Solís | Boxen          | Schwergewicht          |
| Osleidys Menéndez | Leichtathletik | Frauen, Speerwurf      |
| Yumileidi Cumbá | Leichtathletik | Kugelstoßen            |
| Yandro Quintana | Ringen         | Federgewicht, Freistil |

### Silber
| Name/n                         | Sportart       | Wettkampf                        |
| ------------------------------ | -------------- | -------------------------------- |
| Yudel Johnson                  | Boxen          | Halbweltergewicht                |
| Lorenzo Aragón                 | Boxen          | Weltergewicht                    |
| Daima Beltrán                  | Judo           | Frauen, Schwergewicht            |
| Ibrahim Rojas & Ledis Balceiro | Kanu           | Zweier-Canadier, 500 Meter       |
| Yipsi Moreno                   | Leichtathletik | Frauen, Hammerwurf               |
| Roberto Monzón                 | Ringen         | Federgewicht, griechisch-römisch |
| Yanelis Labrada                | Taekwondo      | Frauen, Klasse bis 49 kg         |

### Bronze
| Name/n | Sportart           | Wettkampf                 |
| --- | ------------------ | ------------------------- |
| Michel López | Boxen              | Superschwergewicht        |
| Yordanis Arencibia | Judo               | Halbleichtgewicht         |
| Amarilis Savón | Judo               | Frauen, Halbleichtgewicht |
| Yurisleidy Lupetey | Judo               | Frauen, Leichtgewicht     |
| Driulis González | Judo               | Frauen, Halbmittelgewicht |
| Yurisel Laborde | Judo               | Frauen, Halbschwergewicht |
| Anier García | Leichtathletik     | 110 Meter Hürden          |
| Yunaika Crawford | Leichtathletik     | Frauen, Hammerwurf        |
| Iván Fundora | Ringen             | Weltergewicht, Freistil   |
| Juan Miguel Rodríguez | Schießen           | Skeet                     |
| Zoila Barros Fernández, Rosir Calderón Díaz, Kenia Carcasé Opón, Nancy Carillo de la Paz, Ana Ibis Fernández, Maybelis Martínez, Liana Mesa Luaces, Indira Mestre Baro, Anniara Muñoz, Yaima Ortiz Charro, Daimí Ramírez Echevarría, Yumilka Ruiz, Marta Sánchez Salfran, Yanelis Rebeca Santos Allegne, Yusidey Silie Frómeta, Dulce Tellez Palacio & Marta Zamora Gil | Volleyball (Halle) | Frauen-Turnier            |

## Teilnehmer nach Sportarten

### Baseball
- Herrenteam
Gold

- Kader
Danny Betancourt
Luis Borroto
Frederich Cepeda
Yorelvis Charles
Michel Enríquez
Norberto González
Yulieski Gourriel
Pedro Luis Lazo
Roger Machado
Jonder Martínez
Danny Miranda
Frank Montieth
Vicyohandri Odelín
Adiel Palma
Eduardo Paret
Ariel Pestano
Alexei Ramírez
Eriel Sánchez
Antonio Scull
Carlos Tabares
Yoandri Urgelles
Osmani Urrutia
Manuel Vega
Norge Luis Vera

### Bogenschießen
- Maydenia Sarduy
Frauen, Einzel: 42. Platz

### Boxen
- Yan Barthelemí
Halbfliegengewicht: Gold

- Yuriorkis Gamboa
Fliegengewicht: Gold

- Guillermo Rigondeaux
Bantamgewicht: Gold

- Luis Franco
Federgewicht: 5. Platz

- Mario Kindelán
Leichtgewicht: Gold

- Yudel Johnson
Halbweltergewicht: Silber

- Lorenzo Aragón
Weltergewicht: Silber

- Yordanis Despaigne
Mittelgewicht: 5. Platz

- Yoan Pablo Hernández
Halbschwergewicht: 9. Platz

- Odlanier Solís
Schwergewicht: Gold

- Michel López
Superschwergewicht: Bronze

### Fechten
- Andrés Carrillo
Degen, Einzel: 14. Platz

- Cándido Maya
Säbel, Einzel: 29. Platz

- Eimey Gómez
Frauen, Degen, Einzel: 31. Platz

- Ana Faez
Frauen, Säbel, Einzel: 14. Platz

### Gewichtheben
- Yoandry Hernández
Mittelschwergewicht: 12. Platz

- Michel Batista
Schwergewicht: 12. Platz

### Judo
- Yordanis Arencibia
Superleichtgewicht: Bronze

- Rubert Martínez
Leichtgewicht: 2. Runde

- Gabriel Arteaga
Halbmittelgewicht: 1. Runde

- Yosvany Despaigne
Mittelgewicht: 1. Runde

- Oreidis Despaigne
Halbschwergewicht: Viertelfinale

- Yamila Zambrano
Frauen, Superleichtgewicht: Viertelfinale

- Amarilis Savón
Frauen, Halbleichtgewicht: Bronze

- Yurisleidy Lupetey
Frauen, Leichtgewicht: Bronze

- Driulis González
Frauen, Halbmittelgewicht: Bronze

- Anaisis Hernández
Frauen, Mittelgewicht: 1. Runde

- Yurisel Laborde
Frauen, Halbschwergewicht: Bronze

- Daima Beltrán
Frauen, Schwergewicht: Silber

### Kanu
- Aldo Pruna
Einer-Canadier, 500 Meter: Halbfinale

- Karel Aguilar
Einer-Canadier, 1000 Meter: 8. Platz

- Ibrahim Rojas
Zweier-Canadier, 500 Meter: Silber 
Zweier-Canadier, 1000 Meter: 8. Platz

- Ledis Balceiro
Zweier-Canadier, 500 Meter: Silber 
Zweier-Canadier, 1000 Meter: 8. Platz

### Leichtathletik
- Yeimer López
400 Meter: Halbfinale

- Aguelmis Rojas
Marathon: 47. Platz

- Anier García
110 Meter Hürden: Bronze

- Yoel Hernández
110 Meter Hürden: Halbfinale

- Yuniel Hernández
110 Meter Hürden: Viertelfinale

- Yacnier Luis
400 Meter Hürden: Vorläufe

- Lisvany Pérez
Hochsprung: 11. Platz

- Iván Pedroso
Weitsprung: 7. Platz

- Yoandri Betanzos
Dreisprung: 4. Platz

- Yoelbi Quesada
Dreisprung: 8. Platz

- Arnie David Giralt
Dreisprung: 17. Platz in der Qualifikation

- Frank Casañas
Diskuswurf: 17. Platz in der Qualifikation

- Lois Maikel Martínez
Diskuswurf: 29. Platz in der Qualifikation

- Isbel Luaces
Speerwurf: 13. Platz in der Qualifikation

- Zulia Calatayud
Frauen, 800 Meter: 8. Platz

- Mariela González
Frauen, Marathon: 59. Platz

- Anay Tejeda
Frauen, 100 Meter Hürden: Vorläufe

- Daimí Pernía
Frauen, 400 Meter Hürden: Vorläufe

- Virgen Benavides
Frauen, 4 × 100 Meter: Vorläufe

- Roxana Díaz
Frauen, 4 × 100 Meter: Vorläufe

- Ana López
Frauen, 4 × 100 Meter: Vorläufe

- Misleydis Lazo
Frauen, 4 × 100 Meter: Vorläufe

- Yudelkis Fernández
Frauen, Weitsprung: 29. Platz in der Qualifikation

- Yusmay Bicet
Frauen, Dreisprung: 9. Platz

- Yumileidi Cumbá
Frauen, Kugelstoßen: Gold

- Misleydis González
Frauen, Kugelstoßen: 7. Platz

- Yania Ferrales
Frauen, Diskuswurf: Finale

- Yipsi Moreno
Frauen, Hammerwurf: Silber

- Yunaika Crawford
Frauen, Hammerwurf: Bronze

- Aldenay Vasallo
Frauen, Hammerwurf: 37. Platz in der Qualifikation

- Osleidys Menéndez
Frauen, Speerwurf: Gold

- Sonia Bisset
Frauen, Speerwurf: 5. Platz

- Nora Bicet
Frauen, Speerwurf: 7. Platz

### Radsport
- Ahmed López
1000 Meter Zeitfahren: 9. Platz
Olympischer Sprint: 10. Platz

- Reinier Cartaya
Olympischer Sprint: 10. Platz

- Julio César Herrera
Olympischer Sprint: 10. Platz

- Yoanka González Pérez
Frauen, Punkterennen: 10. Platz

### Ringen
- Lázaro Rivas
Federgewicht, griechisch-römisch: 5. Platz

- Roberto Monzón
Leichtgewicht, griechisch-römisch: Silber

- Juan Luis Marén
Weltergewicht, griechisch-römisch: 13. Platz

- Filiberto Ascuy Aguilera
Mittelgewicht, griechisch-römisch: 6. Platz

- Ernesto Peña
Schwergewicht, griechisch-römisch: 4. Platz

- Mijaín López
Superschwergewicht, griechisch-römisch: 5. Platz

- René Montero
Federgewicht, Freistil: 13. Platz

- Yandro Quintana
Leichtgewicht, Freistil: Gold

- Serguei Rondon
Federgewicht, Freistil: 9. Platz

- Iván Fundora
Mittelgewicht, Freistil: Bronze

- Yoel Romero
Schwergewicht, Freistil: 4. Platz

- Alexis Rodríguez Valera
Superschwergewicht, Freistil: 5. Platz

### Rudern
- Yuleidys Cascaret
Einer: 12. Platz

- Yosbel Martínez
Doppelzweier: 10. Platz

- Yoennis Hernández
Doppelzweier: 10. Platz

- Armando Arrechavaleta
Leichtgewichts-Doppelzweier: 14. Platz

- Yosvel Iglesias
Leichtgewichts-Doppelzweier: 14. Platz

- Dailin Taset
Frauen, Leichtgewichts-Doppelzweier: 14. Platz

- Ismaray Marrero
Frauen, Leichtgewichts-Doppelzweier: 14. Platz

### Schießen
- Norbelis Bárzaga
Luftpistole: 30. Platz
Freie Scheibenpistole: 34. Platz

- Leuris Pupo
Schnellfeuerpistole: 7. Platz

- Arseny Borrero
Freie Scheibenpistole: 40. Platz

- Reinier Estpinan
Kleinkaliber, liegend: 46. Platz

- Juan Miguel Rodríguez
Skeet: Bronze

- Guillermo Torres
Skeet: 21. Platz

- Margarita Tarradell
Frauen, Luftpistole: 35. Platz
Frauen, Sportpistole: 32. Platz

- Eglis Yaima Cruz
Frauen, Luftgewehr: 39. Platz
Frauen, Kleinkaliber, Dreistellungskampf: 20. Platz

### Schwimmen
- Marcos Hernández
50 Meter Freistil: 34. Platz

- Imaday Núñez
Frauen, 100 Meter Brust: 27. Platz
Frauen, 200 Meter Brust: 28. Platz

### Taekwondo
- Ángel Matos
Klasse bis 80 Kilogramm: 11. Platz

- Yanelis Labrada
Frauen, Klasse bis 49 Kilogramm: Silber

### Turnen
- Eric López
Einzelmehrkampf: 20. Platz
Barren: 15. Platz in der Qualifikation
Boden: 59. Platz in der Qualifikation
Pferdsprung: 46. Platz in der Qualifikation
Reck: 60. Platz in der Qualifikation
Ringe: 25. Platz in der Qualifikation
Seitpferd: 29. Platz in der Qualifikation

- Abel Drigg Santos
Einzelmehrkampf: 28. Platz
Barren: 45. Platz in der Qualifikation
Boden: 67. Platz in der Qualifikation
Pferdsprung: 70. Platz in der Qualifikation
Reck: 68. Platz in der Qualifikation
Ringe: 41. Platz in der Qualifikation
Seitpferd: 21. Platz in der Qualifikation

- Leyanet Gonzalez Calero
Frauen, Einzelmehrkampf: 22. Platz
Frauen, Boden: 28. Platz in der Qualifikation
Frauen, Pferdsprung: 20. Platz in der Qualifikation
Frauen, Schwebebalken: 53. Platz in der Qualifikation
Frauen, Stufenbarren: 68. Platz in der Qualifikation

### Volleyball (Beach)
- Francisco Álvarez
Herrenwettkampf: 17. Platz

- Juan Miguel Rosell
Herrenwettkampf: 17. Platz

- Dalixia Fernández
Frauenwettkampf: 9. Platz

- Tamara Larrea
Frauenwettkampf: 9. Platz

### Volleyball (Halle)
- Frauenteam
Bronze

- Kader
Zoila Barros Fernández
Rosir Calderón Díaz
Kenia Carcasé Opón
Nancy Carillo de la Paz
Ana Ibis Fernández
Maybelis Martínez
Liana Mesa Luaces
Indira Mestre Baro
Anniara Muñoz
Yaima Ortiz Charro
Daimí Ramírez Echevarría
Yumilka Ruiz
Marta Sánchez Salfran
Yanelis Rebeca Santos Allegne
Yusidey Silie Frómeta
Dulce Tellez Palacio
Marta Zamora Gil

### Wasserspringen
- Jorge Betancourt
Kunstspringen: 21. Platz
Synchronspringen 3 Meter: 4. Platz

- Erick Fornaris
Kunstspringen: 22. Platz
Turmspringen: 28. Platz
Synchronspringen 3 Meter: 4. Platz

- José Antonio Guerra
Turmspringen: 25. Platz

- Iohana Cruz
Frauen, Kunstspringen: 29. Platz

- Yolanda Ortíz
Frauen, Turmspringen: 26. Platz

- Yaima Rosario Mena Peña
Frauen, Turmspringen: 30. Platz